# Дипломатически мисии в Кабо Верде
Това е списък на дипломатическите мисии в Кабо Верде. В столицата Прая са разположени 9 посолства.

## Посолства в Прая
| - Ангола - Бразилия Архив на оригинала от 2011-01-20 в Wayback Machine. - Китай - Куба - Португалия - Русия Архив на оригинала от 2018-01-26 в Wayback Machine. - Сенегал - САЩ Архив на оригинала от 2007-01-13 в Wayback Machine. - Франция Архив на оригинала от 2008-06-11 в Wayback Machine. |

## Мисии
- ЕС (делегация)  Архив на оригинала от 2008-08-09 в Wayback Machine.
- Люксембург

## Почетни консулства
- Австрия
- Белгия
- Бразилия (Миндело)
- Великобритания (Миндело)
- Германия
- Гърция
- Италия
- Норвегия (Прая и Миндело)
- Нидерландия (Прая и Миндело)
- Чехия
- Швейцария
- Швеция

## Акредитирани посланици
| - Аржентина (Абуджа) - Австрия (Дакар) - Австралия (Лисабон) - Белгия (Рабат) - Буркина Фасо (Дакар) - Ватикан (Дакар) - Великобритания (Дакар) - Германия (Дакар) - Дания (Лисабон) - Египет (Дакар) - Индия (Абуджа) - Израел (Дакар) | - Испания (Дакар) - Италия (Дакар) - Канада (Дакар) - Малтийски орден (Лисабон) - Мексико (Ню Йорк) - Норвегия (Лисабон) - Полша (Дакар) - Нидерландия (Дакар) - Швеция (Дакар) - Швейцария (Дакар) - Япония (Дакар) - Република Южна Африка (Дакар) |